# Дуннін (місто)
Дуннін (кит. спр. 东宁市, піньїнь: Dōngníng Shì) — прикордонне місто-повіт в східнокитайській провінції Хейлунцзян, складова міста Муданьцзян.

## Географія
Дуннін розташовується на півдні префектури, лежить на висоті близько 150 метрів над рівнем моря у передгір'ях Маньчжуро-Корейських гір.

### Клімат
Місто знаходиться у зоні, котра характеризується вологим континентальним кліматом з теплим літом. Найтепліший місяць — серпень із середньою температурою 21,8 °C. Найхолодніший місяць — січень, із середньою температурою -13,5 °С.
| Клімат Дунніна          | Клімат Дунніна | Клімат Дунніна | Клімат Дунніна | Клімат Дунніна | Клімат Дунніна | Клімат Дунніна | Клімат Дунніна | Клімат Дунніна | Клімат Дунніна | Клімат Дунніна | Клімат Дунніна | Клімат Дунніна | Клімат Дунніна |
| Показник                | Січ.           | Лют.           | Бер.           | Квіт.          | Трав.          | Черв.          | Лип.           | Серп.          | Вер.           | Жовт.          | Лист.          | Груд.          | Рік            |
| Середній максимум, °C   | −7,2           | −2,6           | 4,7            | 14,9           | 21,1           | 24,8           | 27,1           | 27,4           | 22,5           | 14,9           | 3,5            | −5             | 12,2           |
| Середня температура, °C | −13,5          | −9,1           | −1,6           | 7,7            | 13,9           | 18,5           | 21,7           | 21,8           | 15,8           | 7,8            | −2,7           | −10,9          | 5,8            |
| Середній мінімум, °C    | −18,1          | −14,4          | −7,3           | 1              | 7,5            | 13,1           | 17,2           | 17,3           | 10,1           | 1,8            | −7,6           | −15,4          | 0,4            |
| Норма опадів, мм        | 6              | 7.5            | 11.8           | 25.6           | 60.5           | 84.5           | 110.9          | 98.1           | 53.6           | 30.3           | 12.7           | 8.5            | 510            |
| Вологість повітря, %    | 58             | 54             | 50             | 51             | 59             | 72             | 79             | 78             | 71             | 59             | 56             | 59             | 62.2           |
| ----------------------- | -------------- | -------------- | -------------- | -------------- | -------------- | -------------- | -------------- | -------------- | -------------- | -------------- | -------------- | -------------- | -------------- |
| Джерело: data.cma.cn    |                |                |                |                |                |                |                |                |                |                |                |                |                |